# Années 1500
Les années 1500 couvrent la période de 1500 à 1509.

## Évènements
- 1499-1502 : guerre des Ottomans contre Venise en Morée. Les Turcs, gagnants, s’emparent de Naupacte, de Navarin, de Méthone et de Coron entre 1499 et 1500[1].
- 1499-1502 : la religion musulmane est proscrite en Castille[2],[3].
- Vers 1500 ou 1700[4], Amérique du Nord : ensevelissement brutal du village makah d’Ozette, sur la côte de l'actuel État de Washington, par une coulée de boue. Plus de 55 000 objets de bois et de fibres ont été découverts en très bon état de conservation[5].

- 1500 :

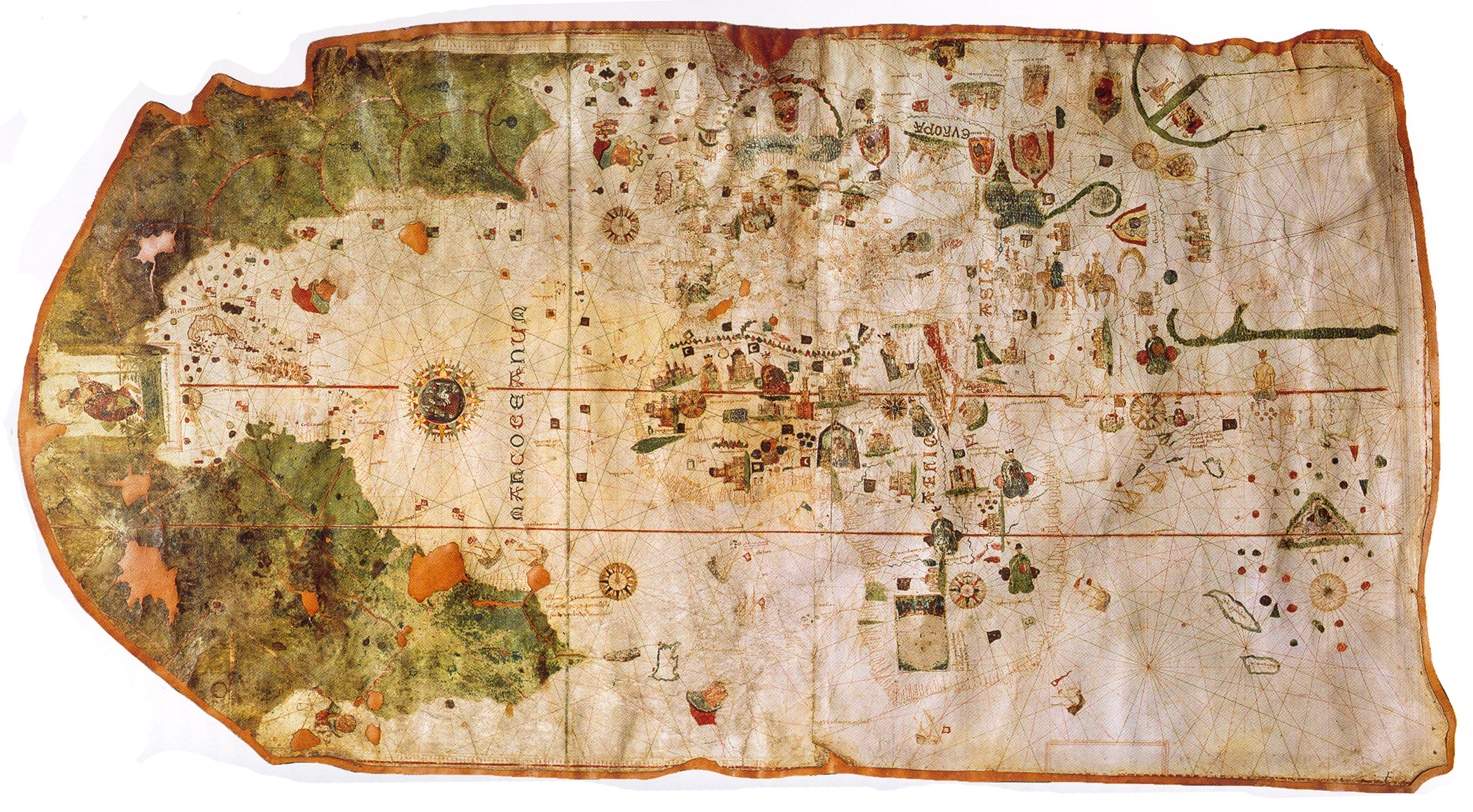
Carte de Juan de la Cosa

  - le géographe et navigateur espagnol Juan de la Cosa dresse sa grande mappemonde[6].
  - découverte du Brésil par les Portugais[7].
- Vers 1501-1509 : le khan des Mongols Dayan entreprend des campagnes contre la Chine[8], qui se soldent par des échecs[9].
- 1501-1504 : troisième guerre d’Italie ; la France et l'Espagne se partagent le royaume de Naples. Les défaites françaises de Seminara, de Cérignole et du Garigliano contre Gonzalve de Cordoue entraînent la perte de Naples et de Gaëte[10].
- 1502 : les Séfévides règnent en Perse[11]. Fin de la Horde d'or[12].
- 1503-1505 : guerre de Succession de Landshut[13].
- 1504 : fondation du sultanat de Sennar[14].
- 1504-1550 : apogée du royaume du Bénin sous le règne de l’oba Esigie[15]. Il s’étend sur environ 350 km de long sur 200 de large. L’économie du Bénin est fondée sur le commerce, celui des esclaves surtout, d’abord avec les peuples des savanes, puis avec les Européens. La civilisation Yorouba est impressionnante : technique de la cire perdue, cours nombreuses dans de vastes palais de bois, villes très peuplées, sociétés secrètes[16].
- 1505 : 
  - monarchie constitutionnelle en Pologne[17].
  - les Portugais prennent Sofala, Kiloa et Mombasa en Afrique orientale[18].
- 1506 : massacres de nouveaux chrétiens (Juifs et musulmans convertis) à Lisbonne[19].
- 1508-1513 : guerre de la Ligue de Cambrai[10].
- 1509 : 
  - bataille d'Agnadel[10].
  - bataille de Diu. Prépondérance navale des Portugais sur l'océan Indien pour un siècle[20].
- 1509[8]-1512[21] : révolte des Tümed en Mongolie'. Ils tuent un des fils de Dayan qui vient d’être nommé Jinong. Dayan la réprime difficilement et poursuit les Toumètes au-delà du lac Kokonor[9].

- Succès de l’ordre des Chartreux : le nombre de couvents passe de 107 en 1350 à près de 200 en 1500[22].
- Les pèlerins éthiopiens venus de Jérusalem à Rome obtiennent l’établissement d’une hôtellerie derrière Saint-Pierre de Rome, à côté de San Stefano, qui deviendra San Stefano dei Mori, car cette église leur sera concédée. Par précaution, avant de leur permettre de célébrer la messe dans leur rite, on examine leurs livres liturgiques, ce qui donne à Thésée d’Amboise l’occasion de publier une grammaire de leur langue, qualifiée de « chaldaïque »[23].

## Personnages significatifs
- Francisco de Almeida
- Michel Ange
- Samuel Ramos
- Afonso de Albuquerque
- Alphonse Ier du Kongo
- Alexandre Jagellon ⋅
- Askia Mohammed
- Bâbur
- Arudj Barberousse
- Francisco de Bobadilla
- César Borgia
- Sébastien Cabot ⋅
- Pedro Álvares Cabral
- Catherine d'Aragon
- Christophe Colomb
- Gaspar Corte-Real
- Francisco Jiménez de Cisneros
- Miguel de Cervantes
- Dawit II d'Éthiopie
- Bartolomeu Dias
- Diogo Dias
- Juan Díaz de Solís
- Ferdinand II d'Aragon
- Binot Paulmier de Gonneville
- Ismail
- Jeanne de Castille
- Jean de Danemark
- Jules II
- Érard de La Marck
- Louis XII de France
- Ludovic Sforza
- Marguerite d'Autriche ⋅
- Moctezuma II
- Thomas More
- Maximilien d'Autriche
- Muhammad Chaybani
- Philippe le Beau
- Richard de la Pole
- Sinkandar Lodi
- Sten Sture l'Ancien
- Vasco de Gama
- Vassili III
- Vicente Yañez Pinzon
- Tuman Bay
- Nicolás de Ovando
- Amerigo Vespucci
- Zhengde
- Léonard de Vinci